# Isla Ribeyre
Isla Ribeyre (en inglés: Ribeyre Island) es una isla estadounidense que se encuentra en el sur del río Wabash de New Harmony, Indiana. La isla es accesible solo desde el lado de Illinois. La isla está atrapada entre un antiguo meandro del río Wabash, que forma el límite entre los estados de Indiana e Illinois y el canal principal del río. La isla está cubierta de campos de cultivo con una sola residencia. Numerosos pantanos marcan el extremo sur de la isla.